# Estadio Municipal Rubén Marcos Peralta
Das Estadio Municipal Rubén Marcos Peralta ist ein Stadion in der chilenischen Stadt Osorno. Heute fasst es 10.800 Plätze, von denen 80 % überdacht sind. Zurzeit wird es hauptsächlich als Fußballstadion genutzt.
Der Fußballverein Provincial Osorno trägt hier seine Heimspiele aus. 2015 hat Deportes Puerto Montt seine Primera B-Spiele ausgetragen.

## Geschichte
Das Estadio Municipal Rubén Marcos Peralta wurde 1940 unter dem Namen Parque Schott eröffnet. 2006 wurde der bisherige Naturrasen durch Kunstrasen ersetzt und das Stadion nach Rubén Marcos Peralta umbenannt. Ab 2010 wurde der Sektor „El Morro“ renoviert und im August 2011 eröffnet.